# Döbeltitz
Döbeltitz ist ein Ortsteil der Stadt Belgern-Schildau im Landkreis Nordsachsen in Sachsen.

## Lage
Das Gassendorf Döbeltitz befindet sich nordwestlich von Belgern abseits der Bundesstraße 182 am Rand der westlichen Elbwiesen diesseits der Elbe gegenüber Köllitsch. Die Gemarkung hat 433 Hektar in einer Gewannflur.

## Geschichte
1314 wurde das Dorf als Dewelicz zum ersten Mal erwähnt. Mit einigen kleineren Änderungen bis 1791 wurde das Dorf dann Döbeltitz wie heute geschrieben. 1551 lebten im sich entwickelnden Dorf 40 Personen, bis 1946 war die Zahl der Einwohner auf 263 gestiegen. Diese Leute pfarrten nach Belgern. Der Ort gehörte ab 1378 zum Amt Torgau, ab 1816 zum Landkreis Torgau. Die Felder der Gemarkung gehörten bis 1551 zum Rittergut Döbeltitz, danach bis zu seiner Auflösung zum Rittergut Oelzschau.
Am 20. Juli 1950 wurde Döbeltitz nach Mahitzschen eingemeindet. Am 1. Januar 1993 wurde es mit diesem nach Belgern eingegliedert, das seit dem 1. Januar 2013 zu Belgern-Schildau gehört.